# Château de La Chapelle-de-Bragny
Le château de La Chapelle-de-Bragny est situé sur la commune de La Chapelle-de-Bragny en Saône-et-Loire, dans la vallée du Glandon.

## Description
Le château consiste en un quadrilatère irrégulier, flanqué d'une grosse tour ronde, de deux tourelles circulaires et d'une tour carrée. Avec une partie de la muraille et le chevet de la chapelle, ces éléments constituent les éléments les plus anciens de l'ensemble. Un pont de pierre, enjambant un fossé sec, mène à une tour-porche construite entre un logis, datant vraisemblablement de la fin du XVIIIe siècle, et un pavillon résultant de transformations plus récentes.
Des communs occupent le côté nord de la cour.
Le château est une propriété privée, mais il se visite les quinze premiers jours de juillet et durant tout le mois de septembre.
Les restes de l'ancienne enceinte, les façades et les toitures de la tour carrée, des deux tourelles rondes et du bâtiment d'angle, les murs de la nef de la chapelle englobés dans l'enceinte ont été inscrits monument historique par arrêté du 25 février 1974, tandis que l'abside de la chapelle  a été classée par le même arrêté.

## Historique
- 1466 : le château apparaît pour la première fois dans les textes, le propriétaire étant Thibault de Sampigny
- 1566 : il échoit à la famille Simon
- vers 1595 : reconstruction, vraisemblablement à cause des déprédations consécutives au passage des troupes calvinistes
- 1623 : les Beugres succèdent aux Simon
- 1786 : les Raffin acquièrent le domaine
- fin du XIXe siècle : importants aménagements